# Merli (Huesca)
Merli ist ein Ortsteil der spanischen Gemeinde Isábena in der Provinz Huesca in Aragonien.

## Geografie
Der Ort in den Pyrenäen ist über die Landstraße PR-HU 48 zu erreichen.

## Sehenswürdigkeiten

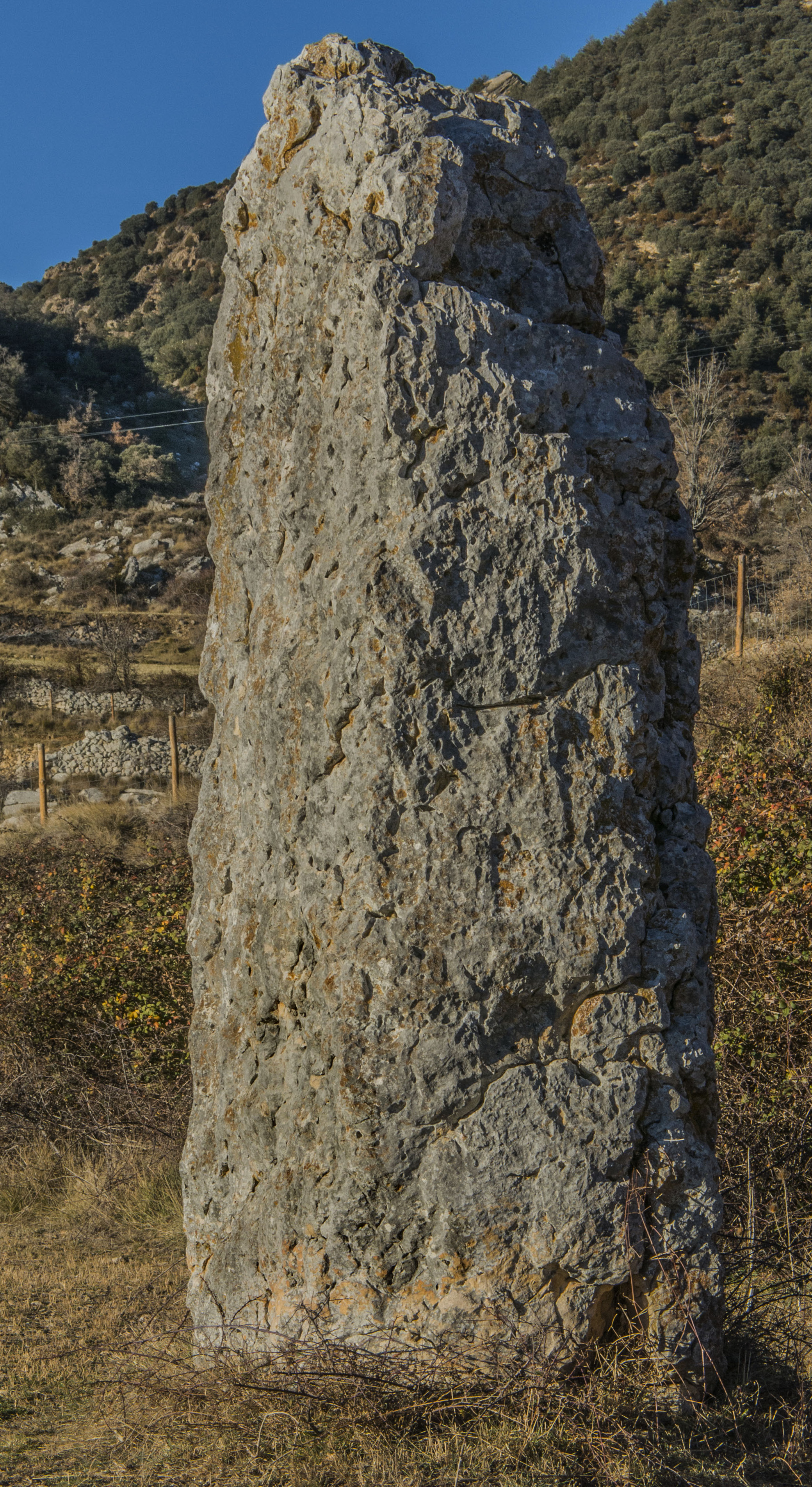
Menhir

- Pfarrkirche San Antonio de Padua mit einem Portal aus dem 13. Jahrhundert  (Bien de Interés Cultural)
- Ermita de San Martín (Bien de Interés Cultural)
- Ermita de Santa Engracia
- Casa Coma, erbaut im 16. Jahrhundert (Bien de Interés Cultural)
- Casa Turmo, erbaut im 16. Jahrhundert (Bien de Interés Cultural)
- Menhir